# Пізній палеоліт
Пізній палеоліт, також верхній палеоліт — епоха, що тривала близько 25 тис. років (від близько 35-40 тис. років тому до 11 тис. років тому). Близько 35-40 тис. років тому, мустьєрська доба змінюється пізнім палеолітом. Ця епоха тривала близько чверті тисячоліття й закінчилася 11 тис. років тому.
Пізній палеоліт характеризується появою людини розумної (Homo sapiens), котра належить до сучасного фізичного типу. За першою знахідкою її кісток у печері Ла Кроманьйон (Франція) ця людина називається кроманьйонець.

## Клімат
Епоха пізнього палеоліту припадає головним чином на епоху останнього льодовикового періоду — вюрмського (валдайського) зледеніння, холодна фаза якого (останній льодовиковий максимум, час максимального розвитку льодовикових щитів) наступила у Східній Європі близько 20 тис. років тому. Клімат в Європі в цей час, як і в мустьєрський період, залишався холодним і сухим. Під час максимуму, велику частину Північної Європи було вкрито крижаним шаром, що змушувало людей шукати притулків у більш теплих місцевостях, у тому числі у районах навколо Чорного моря (сучасна Україна тощо), на теренах сучасної Італії та на Балканах, частині Піренейського півострова.
Різке підвищення температури, почалося близько 9600 до нашої ери, і до його завершення, близько 8501 до нашої ери, температура досягла майже до нинішнього рівня, хоча клімат був вологішим. У цей період верхнього палеоліту, готувалося підґрунтя до початку наступного культурного періоду — мезоліту.
Що більше відступали льодовики, то сильніше піднімався рівень моря; Англійський канал, Ірландське море і Північне море були на цей час сушею, а Чорне море прісноводним озером. Підвищення рівня моря тривало, принаймні, до 5500 років до нашої ери, так що свідоцтва про людську діяльність уздовж берегів Європи у верхньому палеоліті, в основному, втрачено, хоча деякі сліди відновлено морськими археологами.

## Періодизація

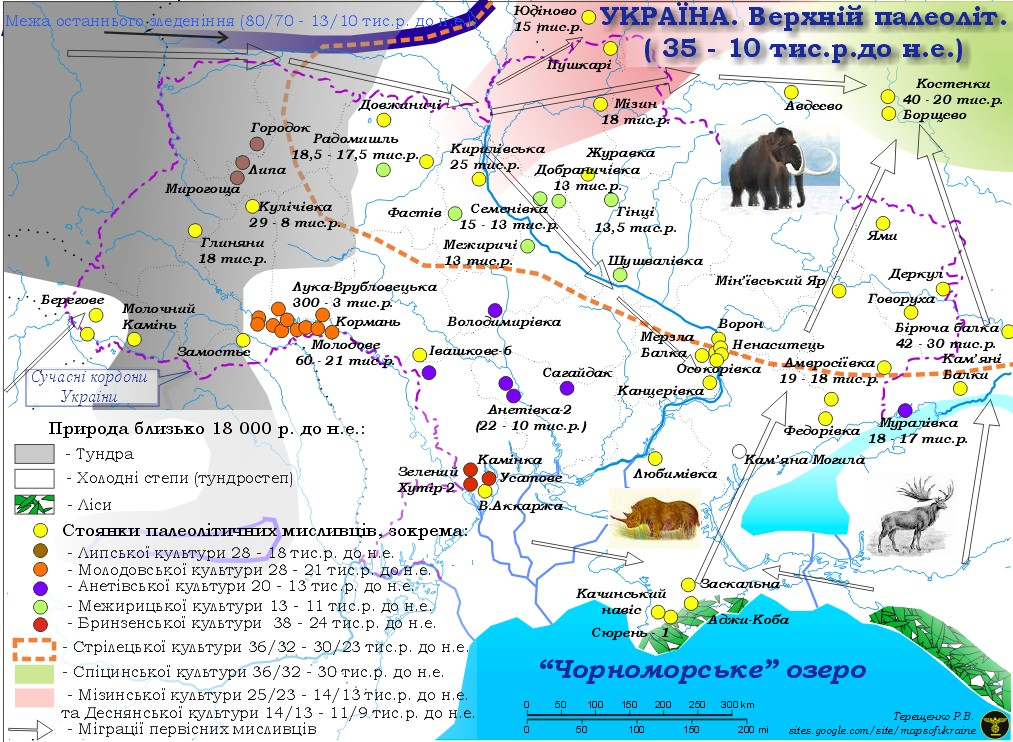
Пізній палеоліт на території України, 35-10 тисяч років тому. Археологічні культури: липська, молодовська, анетівська, межиріцька, бринзенська, стрілецька, спіцинська, мізинська, деснянська

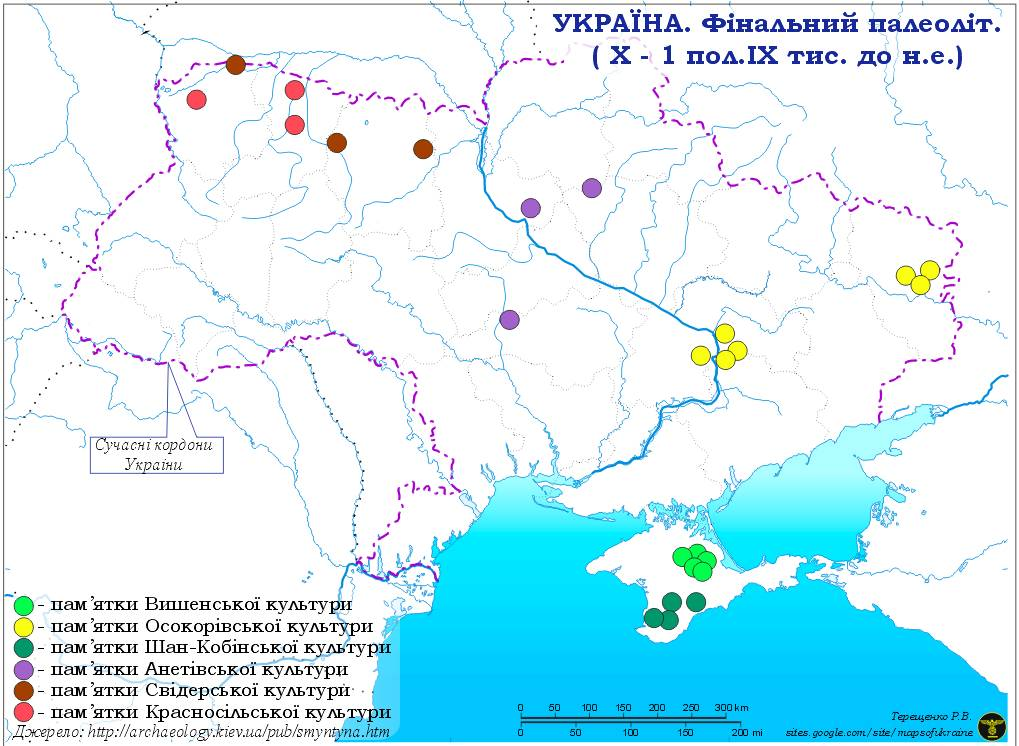
Фінальна Давня кам'яна доба, X — перша половина IX тисячоріччя до Р. Х. Археологічні культури: вишенська, осокорівська, шан-кобинська, анетівська, свідерська, красносільська

Згідно з європейською періодизацією пізній палеоліт поділяється на три епохи (культури): ориньякську, солютрейську та мадленську. Їхні носії навчилися виготовляти, зокрема, ніжоподібні пластини, які сколювалися зі спеціальних призматичних або конічних нуклеусів. За формою й досконалістю обробки ці пластини значно різняться від мустьєрських: вони довгі, рівно огранені, мають гострі різальні краї. З них вироблялися й інші знаряддя, що вперше з'явилися у цей час — скребки, різці, наконечники дротиків, списів тощо. Поряд із кам'яними виробами у пізньому палеоліті, особливо на етапі мадленської культури, люди почали широко використовувати кістяні й рогові знаряддя — гарпуни, наконечники списів, шевські голки, прикраси та інше.
У 1930-х роках відомий український археолог П. П. Єфименко запропонував поділ пізньопалеолітичних культур європейської частини СРСР, на дві пори
1. ранню, яку він назвав оріньяко-солютрейською,
2. пізню — мадленську.

Цієї періодизації науковці дотримуються, в основному, й досі. До раннього — ориньяко-солютрейського — етапу належать стоянки Сюрень І у Криму, Радомишль і Липа на Волині, Пушкарі І на Десні, ранні шари Молодовських стоянок на Дністрі та ін. Пізнім — мадленським — часом датуються стоянки Аккаржа та Амвросіївка на Півдні України і стоянки типу Мізина на Десні.
На території України відомо вже кількасот стоянок і місцезнаходжень окремих пам'яток пізньопалеолітичного часу. На багатьох із них виявлено залишки жител, сліди вогнищ, ямки-комірки, які заповнено кістками, величезна кількість найрізноманітніших знахідок.

## Місцеві варіанти
В роботі С. Н. 3амятніна 1951 року розглядається питання про наявність на
території Старого Світу декількох широких зон у розвитку палеолітичної культури:
1. європейської прильодовикової, до якої відносяться північні райони України
2. середземноморської, ймовірно, до якої, відносяться Крим й степи півдня України.

В межах цих широких зон виділяються окремі області з деякими особливостями у розвитку культури. В Україні це ряд культурних груп:
- дністровська,
- закарпатська,
- волинська,
- степова.[2]

## Поселення

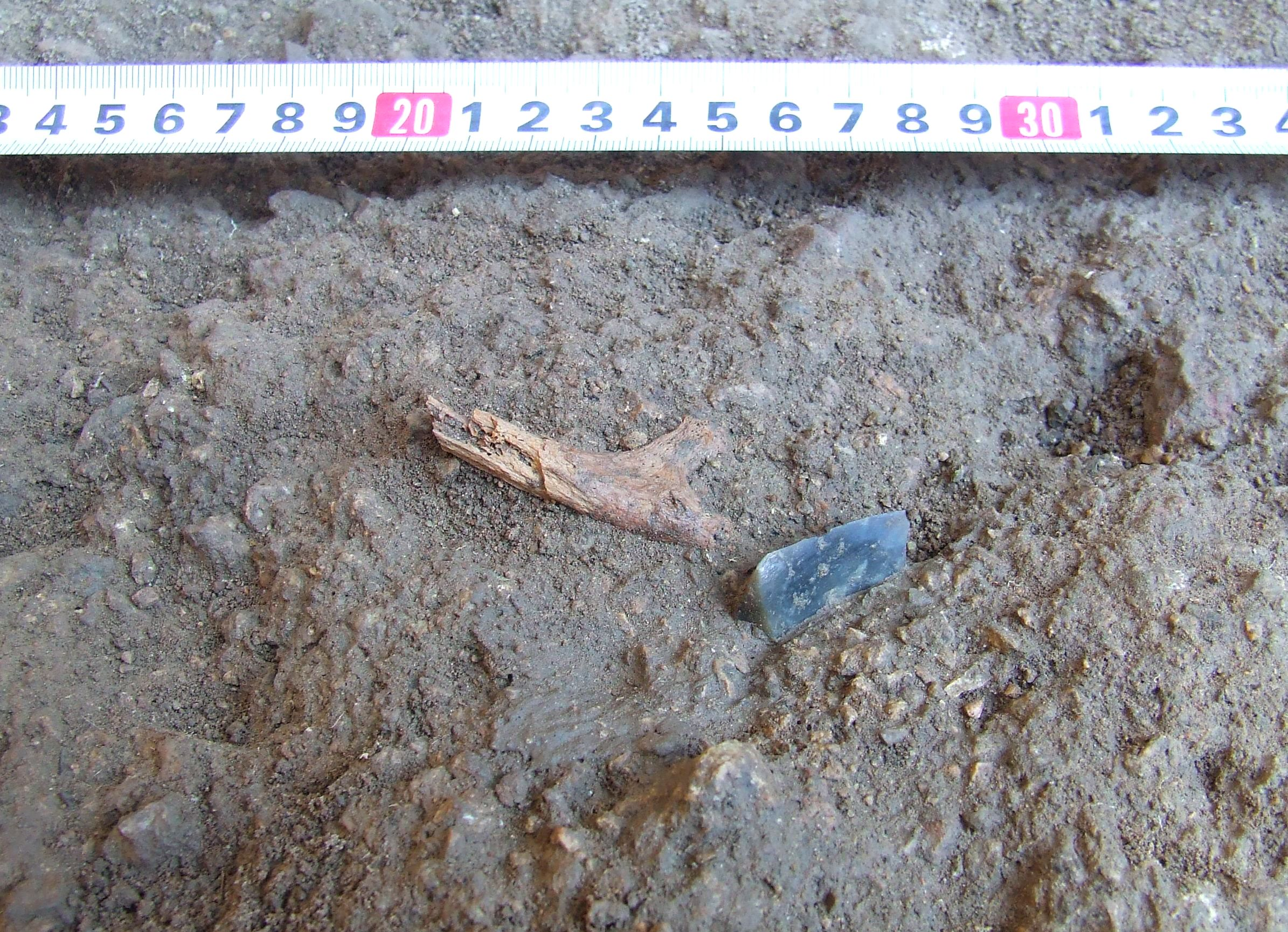
Знахідки розкопок шару пізнього палеоліту стоянки Бура-Кая — уламок кістки та залишки знаряддя. Розкопки археологічного шару пізнього палеоліту (граветтської археологічної культури, носіями якої, зокрема, були кроманьйонці) в багатошаровій стоянці Буран-Кая в скельному навісі в Білогірському районі Автономної Республіки Крим, як проводились спільною українсько-французькою експедицією влітку 2013 року.

Житлові споруди було досліджено у Мізині, Межирічі, Пушкарях І, Добраничівці, Вороновиці на Дністрі. Причому у Мізині, Межирічі та інших пунктах розкопано кілька жител, котрі утворювали невеликі поселення.
Пізньопалеолітичні житла, розміри яких не перевищували 20-25 м², споруджувалися головним чином із кісток та бивнів мамонта. Черепи й інші великі кістки, було неглибоко вкопано по колу, становили основу стінок — опору для жердин і бивнів, котрі створювали каркас покрівлі.

## Господарство
Кроманьйонці займалися в основному загінним полюванням на диких коней, бізонів, північних оленів, мамонтів. Окремі мисливські колективи звичайно «спеціалізувалися» на якомусь одному виді тварин. Так, на Мізинській, Межиріцькій, Кирилівській, Гінцівській стоянках серед фауністичних решток переважають кістки мамонтів, а на Амвросіївській — бізонів.

## Суспільний лад
Із появою людини розумної, дородову громаду, характерну для ашельської та мустьєрської епох, заступає родова організація суспільства. Кожен рід включав у себе кровноспоріднених членів колективу. Невпорядковані ендогамні статеві стосунки замінюються екзогамними: тепер чоловік і жінка, котрі брали шлюб, мали походити з різних родів. За етнографічними даними відомо, що екзогамія в первісному суспільстві нерідко мала груповий характер, коли всі жінки одного роду укладали шлюб із чоловіками іншого роду.
Спорідненість у роді визначалася за материнською лінією, оскільки за групових статевих відносин часто була відома лише мати дитини. Жінка виступала також у ролі охоронниці сімейного вогнища, вона ж відала й харчовими запасами. Все це зумовлювало виникнення матріархату. На важливу роль жінки в пізньопалеолітичному суспільстві, вказують численні знахідки тогочасних статуеток, що являли собою узагальнений образ матері — прародительки усього роду.

## Релігійні уявлення
У процесі повсякденної трудової діяльності мислення кроманьйонця розвивалося, він набував чимдалі нових позитивних знань; у суспільстві складалися релігійні вірування, різні звичаї, виникало мистецтво. Все це допомагало виживати первісній людині, яка майже цілком залежала від природного оточення й була, по суті, безсилою у боротьбі зі стихійними силами, боялася їх, а через це, й одухотворювала. За етнографічними даними відомо кілька древніх форм релігійних уявлень, котрі могли існувати в людському середовищі пізнього палеоліту: тотемізм, анімізм, магія та ін.

## Мистецтво
Для пізньопалеолітичного часу широко відомі зразки прикладного та образотворчого мистецтва. Так, розкопки в Мізині виявили чудові браслети, вирізані з бивня мамонта. Один із них — суцільний, другий складається з п'яти окремих пластин; обидва покриті складним різьбленим орнаментом. Мізинські браслети належать до унікальних зразків прикладного декоративного мистецтва стародавньої Європи, аналогії яким поки що невідомі. До творів такого мистецтва слід також віднести розфарбовані кістки мамонтів із мізинського та межиріцького жител. Дуже цікавою є знахідка в Межиріччі уламка бивня з різним складним малюнком, в якому науковці вбачають план самого Межиріцького поселення з чотирма житлами й вогнищами в них.
Найпоширенішим видом палеолітичного образотворчого мистецтва були вже згадувані жіночі статуетки, відкриті на багатьох стоянках пізнього палеоліту Східної Європи (Костенки, Гагаріно, Авдєєво та ін.). Особливе місце з-поміж них посідають фігурки зі стоянки Мізин. Зроблені з бивня мамонта, вони передають дуже стилізований — навіть з елементами абстракції — жіночий образ.
Зображення на кістках тварин у межах України виявлені також на стоянках Кирилівська (в Києві) та Молодова V (кирилівська знахідка являє собою фрагмент бивня молодого мамонта, на якому вирізьблені голова птаха й, можливо, черепаха).
Крім образотворчого мистецтва, у пізньопалеолітичний час набули певного розвитку й інші види мистецтва — музика, обрядовий танок тощо. Це засвідчено знахідками кістяних флейт (Молодова V), жіночих статуеток у позі танцю (Гагаріно) та інше. С. М. Бібіков уважав, що відкриті в Мізині кістки мамонта, розписані червоною фарбою, становили разом із кістяними молоткоподібними виробами, ансамбль ударних музичних інструментів.
У палеолітичну епоху людина досягла відносно високого рівня матеріальної й духовної культури. Це стало основою для подальшого поступального суспільно-економічного та культурного розвитку тодішньої людності.